# Postcolonialisme

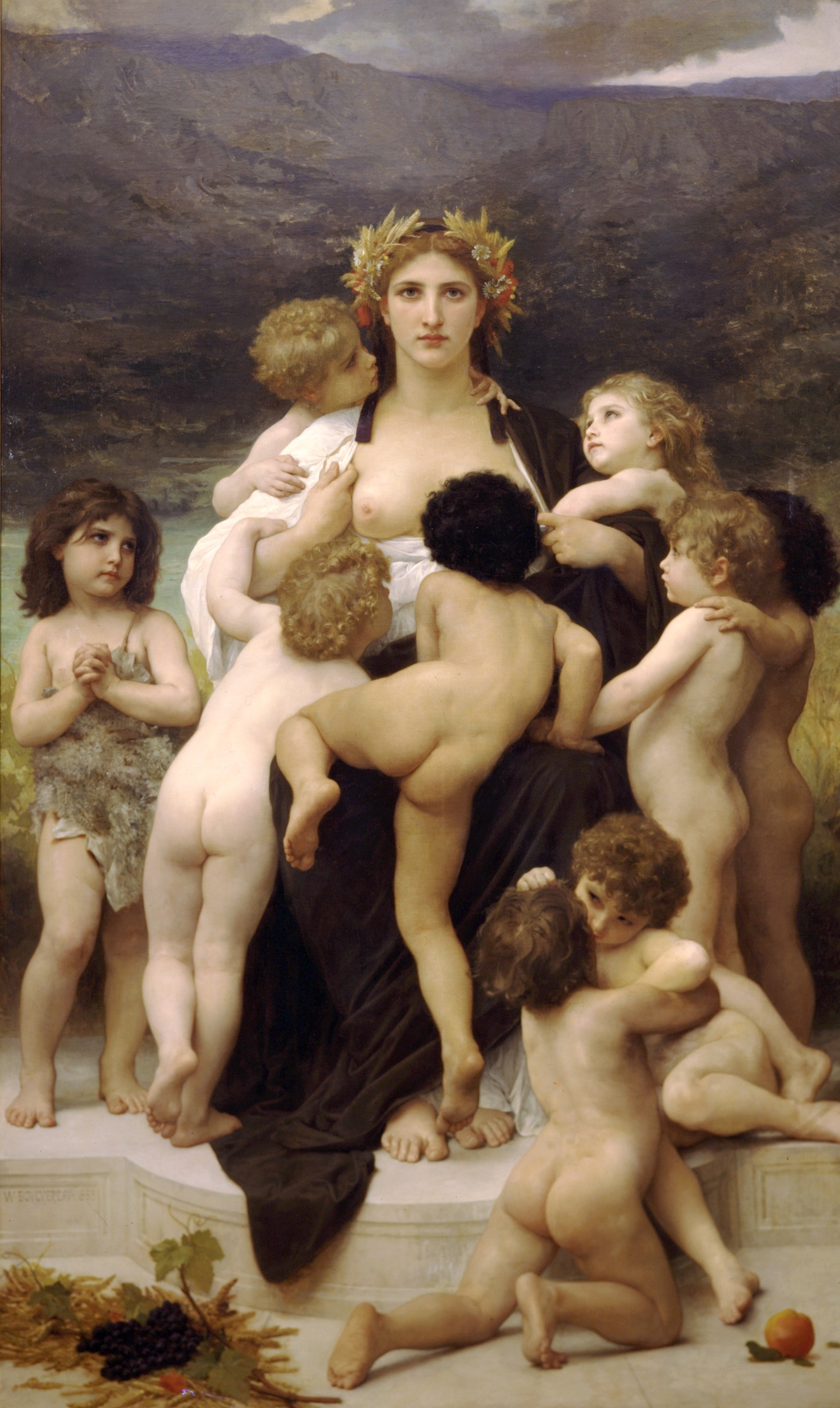
La Pàtria, de William-Adolphe Bouguereau: representació al·legòrica de la metròpoli i els seus subjectes colonials com els seus fills dependents.

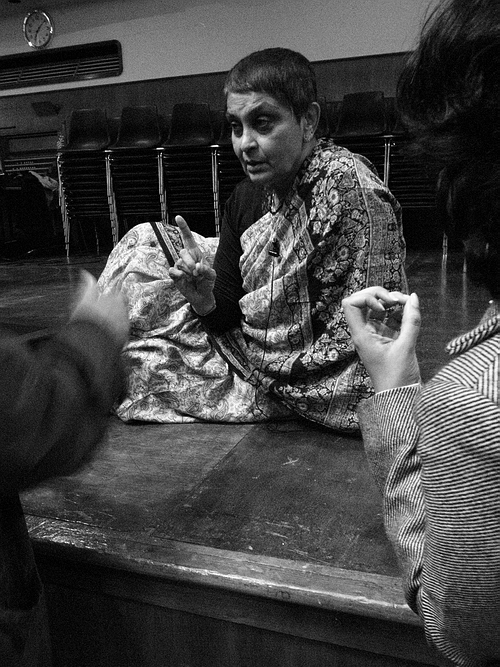
Retrat de Gayatri Spivak al Goldsmiths College de Londres, una de les principals intel·lectuals de la condició postcolonial.

El postcolonialisme i els estudis postcolonials són una disciplina acadèmica específicament postmoderna en discurs que s'ocupa de la reacció al colonialisme i la seva anàlisi, particularment en l'àmbit dels països descolonitzats, tractant les relacions de poder, imperialisme, neocolonialisme i la tensió cultural entre colonitzadors i colonitzats. Les teories que conformen aquests estudis abasten una enorme multiplicitat d'àmbits: història, antropologia, filosofia, lingüística, cinema, ciències polítiques, arquitectura, geografia humana, sociologia, teoria marxista, feminisme, estudis sobre la religió i la teologia o la literatura i crítica literària.

## Definicions i propòsit
Robert Stam n'ofereix la següent definició:
| « | La teoria del discurs postcolonial abasta un terreny interdisciplinari (història, economia, literatura, cinema) que explora els arxius colonials i identitat postcolonial, vehiculat en molts casos en obres fortament teòriques influïdes pel postestructuralisme de Lacan, Michel Foucault i Derrida. | » |

Gauri Viswanathan defineix els estudis postcolonials com "l'estudi de la interacció cultural entre els poders colonitzadors i les societats colonitzades per ells, i les petjades que aquesta interacció ha deixat en la literatura, les arts i les ciències humanes d'ambdues societats".
La condició postcolonial és estudiada des de la dècada del 1950 des d'una varietat d'angles, generalment de forma polititzada més enllà de la qüestió de la identitat nacional, cultural i racial. Des de la dècada del 1980 els estudis postcolonials han intentat entendre i transformar l'ontologia i relacions de poder forjades durant els períodes de dominació colonial, desnaturalitzant i deconstruint aquestes idees. Aquesta branca de la crítica postcolonial s'ocupa de qüestions referents a la idea de l'Altre, o del subaltern, proposant noves nocions de relació i anàlisi de la realitat: hibriditat, liminalitat. Tot i que no fou la primera obra d'aquesta tendència, el discurs iniciat per Edward Said a l'obra Orientalisme va donar gran ímpetu als estudis postcolonials. Stam escriu: "La teoria postcolonial és una complexa amalgama on conflueixen diversos corrents contradictoris: estudis de nacionalismes (Imagined communities, de Benedict Anderson), la literatura de l'"al·legoria del tercer món" (Xavier, Jameson, Ahmad), els treballs del "Subaltern Studies Group" (Guha, Chatterjee) i l'obra dels postcolonials per se (Edward Said, Homi K. Bhabha i Gayatri Spivak). La teoria postcolonial va sorgir de la teoria anticolonial anterior (Césaire, Fanon, Memmi, Cabral, Dorfman, i Mattelart) i de la teoria de la dependència (Gunder Frank, Amin, Wallerstein)"

## Autors i obres principals
- Chinua Achebe, An Image of Africa: Racism in Conrad's "Heart of Darkness
- Syed Alatas, The Myth of the Lazy Native
- Samir Amin, L'Eurocentrisme
- Benedict Anderson, Imagined Communities
- Homi K. Bhabha, The Location of Culture
- Giannina Braschi, United States of Banana
- Aimé Césaire, Discourse on Colonialism
- Dipesh Chakrabarty, Provincializing Europe
- Hamid Dabashi, Iran: A People Interrupted
- Frantz Fanon, The Wretched of the Earth, Black Skin, White Masks
- Ernesto "Che" Guevara: Colonialism is Doomed
- Vladímir Lenin. Imperialism, the Highest Stage of Capitalism
- Albert Memmi, The Colonizer and the Colonized
- Kwame Nkrumah, Consciencism
- Salman Rushdie, Satanic Verses
- Edward Said, Orientalisme, Cultura i Imperialisme, El món, el text i el crític
- Gayatri Spivak, Can the Subaltern Speak?, Crítica de la Raó Postcolonial

## Cultura
Els processos de descolonització han provocat una transformació contínua de la població europea i uns índexs de contaminació
cultural que han estat d'allò més productius en el camp de l'art contemporani. Els estudis culturals van obrir l'àmbit acadèmic a noves veus del que es va anomenar teoria postcolonial, que permetia analitzar els processos de construcció simbòlica i les estratègies de representació de les comunitats més desfavorides, ampliant així el marc epistemològicde la cultura occidental més enllà d'un patró d'alteritat. Des dels inicis dels anys noranta, el repàs crític del passat històric
i de les relacions amb les antigues colònies es va convertir en un eix de treball que es va reflectir a les pràctiques institucionals del moment. Alhora, nocions com la «subalternitat», que permeten analitzar la relació entre els grups socials oprimits i el sistema social o el règim simbòlic que els oprimeixen, han servit per fer visibles les formes de dominació que reprodueixen les estructures del colonialisme a l'interior de les societats de tradició europea.